# Liste der Tunnel auf den Färöern

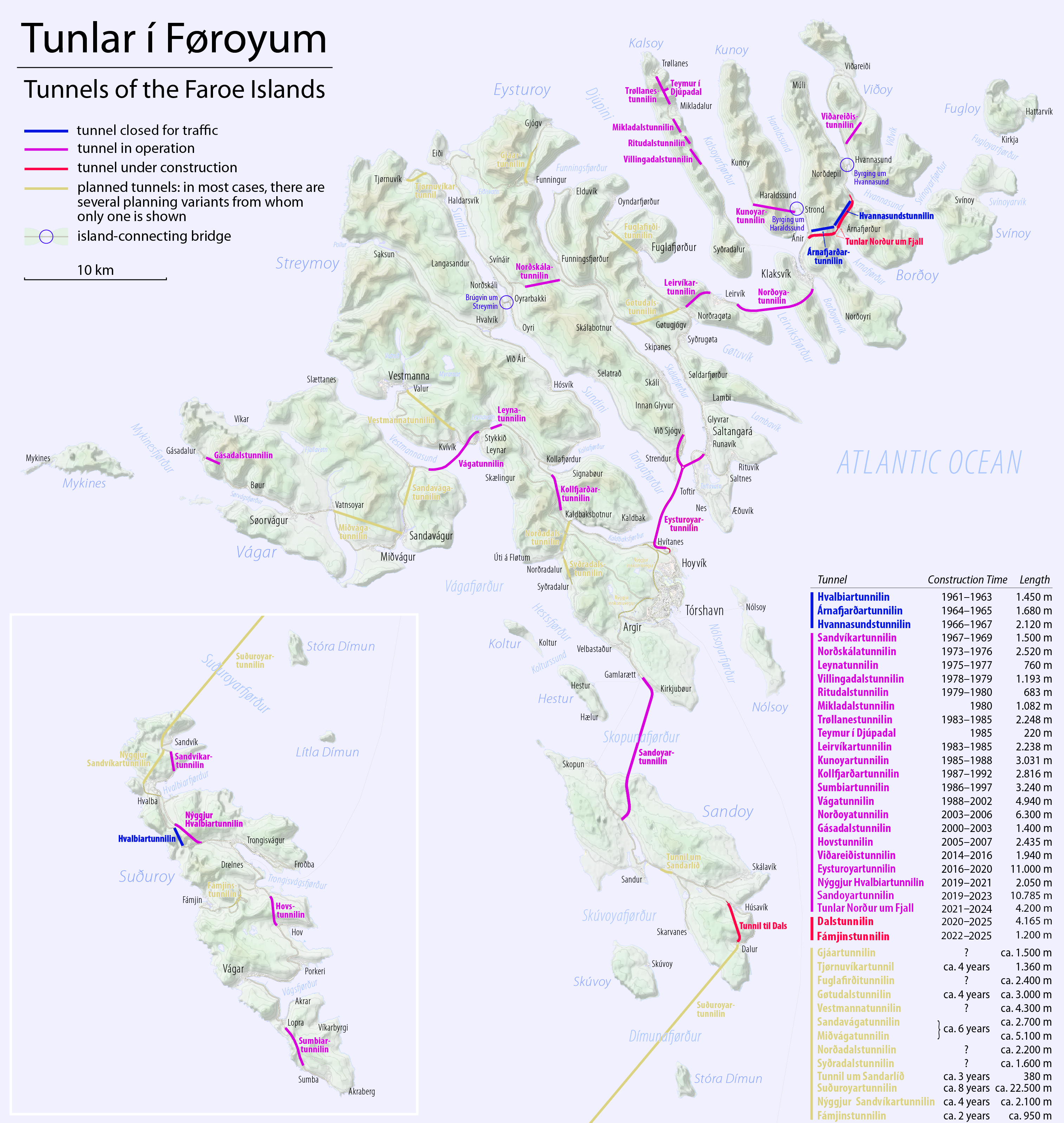
Lagekarte der Tunnel

Die Liste der Tunnel auf den Färöern nennt die Tunnel chronologisch nach dem Jahr ihrer Inbetriebnahme. Insgesamt sind (mit Stand Mitte 2021) 21 Straßentunnel in Betrieb.
Waren die ersten Tunnel noch einspurige, unbelüftete und unbeleuchtete Bergtunnel, so werden heute ehrgeizige hochmoderne Unterseetunnel realisiert. Ziel dieser (mit Stand 2021) bald 60-jährigen konstanten Tätigkeit ist es nicht nur, die Ballungszentren miteinander zu verbinden, sondern auch kleine Dörfer vor der Entvölkerung zu bewahren. Im letzteren Fall sind es weiterhin zumeist unbeleuchtete einspurige Tunnel mit Ausweichbuchten.
Die etwa 51.400 Färinger leben abgeschieden im Nordatlantik. Das Straßennetz der Inseln umfasst etwa 500 Kilometer Landstraßen auf 1400 Quadratkilometern. 2003 waren rund 24.000 Kraftfahrzeuge angemeldet, darunter 17.000 PKW bei etwa der gleichen Zahl an Privathaushalten. Ein biltúrur (Autotour) ist für viele Insulaner eine beliebte Freizeitbeschäftigung.

## Regionalentwicklung 1960er Jahre bis heute

### Suðuroy
Den Anfang machte 1963 der Hvalbiartunnilin (seit 2021 Gamli Hvalbiartunnilin ‚alter Hvalba-Tunnel‘) auf der Südinsel Suðuroy für die Straße vom Hauptort Tvøroyri über Trongisvágur nach Hvalba im Norden. Diese Straße wurde 1969 in nördliche Richtung mit einem zweiten Tunnel nach Sandvík vollendet, während in den Süden der Insel Küstenstraßen und Bergpässe führten. 1997 änderte sich das, als der Tunnel nach Sumba, dem südlichsten Ort der Färöer, eröffnet wurde. Hierbei gab es erhebliche Verzögerungen durch eindringendes Wasser im porösen Fels. Norwegische Experten mussten herbeigeholt werden. Erst nach zehn Jahren war der Tunnel fertig.
Am 23. Januar 2006 wurde die erste Sprengung für den vierten Tunnel auf der Südinsel ausgelöst, der die Fahrtzeit zwischen den beiden Städten Tvøroyri und Vágur über Øravík und Hov verkürzt und mehr Sicherheit gewährt. Der Tunnel wurde am 20. Oktober 2007 in Betrieb genommen. Er ist beleuchtet und bietet als erster färöischer Tunnel überall Radioempfang.
Der Gamli Hvalbiartunnilin wurde 2021 durch den längeren und moderneren Nýggi Hvalbiartunnilin ersetzt, bei gleichzeitiger Neutrassierung der Straße zwischen Trongisvágur und Hvalba auf kürzerer Strecke.

### Nordinseln

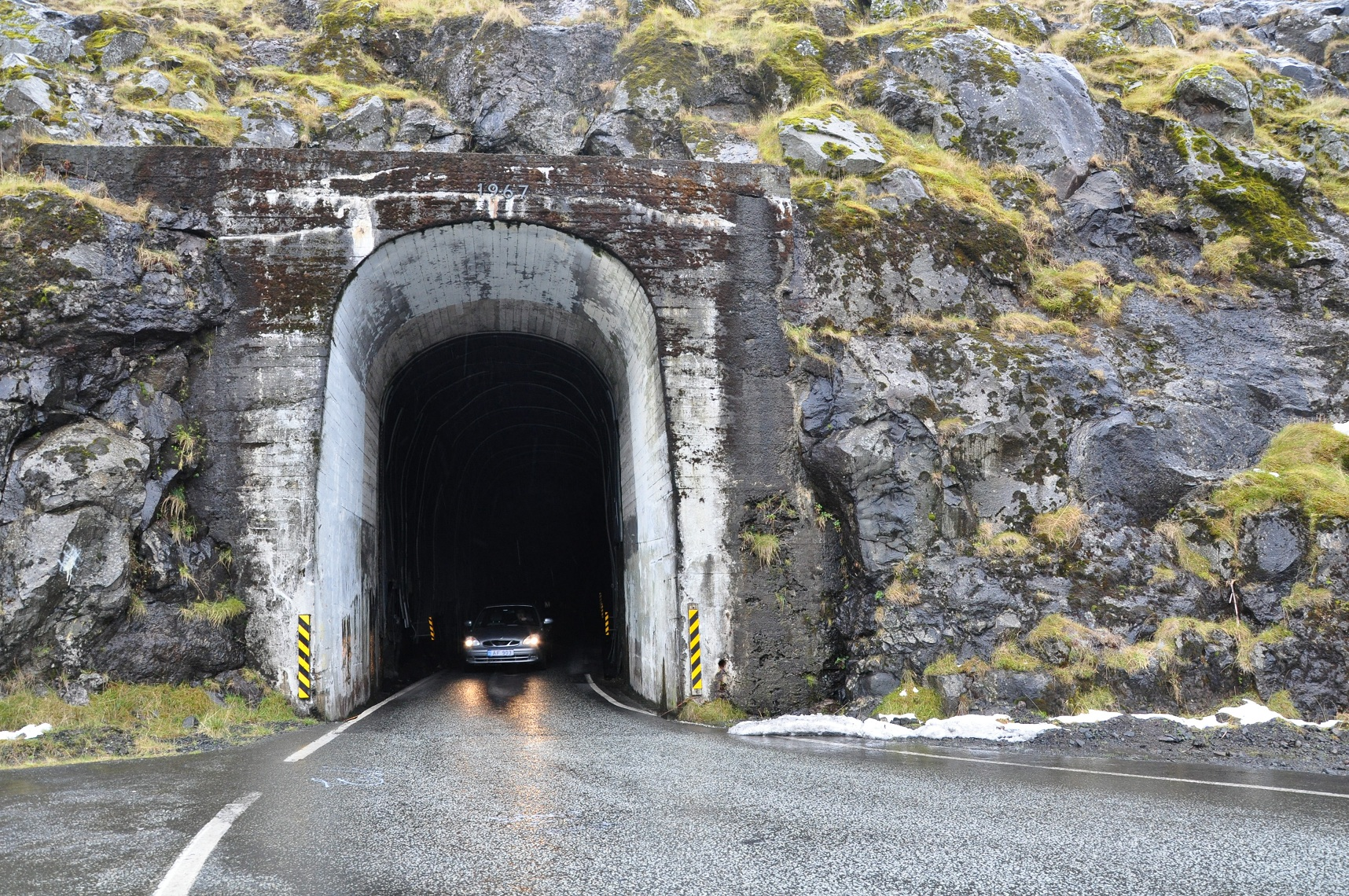
Einfahrt zum Hvannasundstunnilin (Hvannasundtunnel) bei Norðdepil auf der Insel Borðoy.

Auf den sechs extrem bergigen Nordinseln wurde 1965 der erste Tunnel eingeweiht, der Teil der Straße von Klaksvík auf Borðoy nach Viðareiði auf Viðoy ist. Der erste Abschnitt führt nach Árnafjørður, wo die Straße nur kurz an das Tageslicht kommt. Dort führt diese in einem weiteren Tunnel, der 1967 den Weg nach Hvannasund ermöglichte und der durch einen Straßendamm zwischen beiden Inseln komplettiert wurde.
Um die wenig bewohnten Inseln Kalsoy und Kunoy vor der drohenden Entvölkerung zu bewahren, wurden in den 1980er Jahren alle Orte miteinander verbunden. Während von Kunoy (wo nur Haraldssund und Kunoy-Dorf durch einen Tunnel verbunden werden mussten) ein Straßendamm nach Borðoy existiert, ist Kalsoy nach wie vor durch eine Fähre mit Klaksvík verbunden. Fünf Tunnel gaben der länglichen Insel seitdem im Volksmund den Beinamen Blockflöte. Sie verbinden Húsar, Mikladalur und Trøllanes.
Am 29. April 2006 (drei Monate früher als ursprünglich angenommen) wurde der 6,3 km lange Norðoyatunnilin als zweiter unterseeischer färöischer Tunnel eröffnet.

### Eysturoy
1976 entstand der erste zweispurige Tunnel der Färöer. Er ist Teil der Straße 10 von Tórshavn in den Norden Streymoys, über die Brücke am Sundini zur Ostinsel Eysturoy und weiter zum Ballungszentrum am Skálafjørður. Der Tunnel selbst beginnt gleich hinter der Brücke bei Norðskáli. Der Tunnel ist inzwischen modernisiert und hat jetzt Licht und Radioempfang.
1985 folgte der Tunnel von Gøta nach Leirvík, der die bisherige Küstenstraße zu diesem wichtigen Fährhafen abkürzt.
Der Norðoyatunnilin verbindet Leirvík seit 2006 mit der Fischereimetropole Klaksvík.
Am 19. Dezember 2020 ging der elf Kilometer lange unterseeische Eysturoyartunnilin in Betrieb. Die Tunnelzufahrten befinden sich in Hvítanes auf Streymoy sowie beiderseits des Skálafjørður in Strendur und Saltnes/Runavík auf Eysturoy. Die beiden größten Ballungszentren – Tórshavn und der Skálafjørður – sind damit nur noch wenige Kilometer Autofahrt voneinander entfernt.

### Streymoy
1977 wurde der erste Tunnel auf der Hauptinsel Streymoy eingeweiht. Dieser Tunnel (Leynatunnilin) umgeht die schmale Uferstraße am Leynavatn und vereinfachte damit die Fahrt von Kollafjørður nach Leynar. Dadurch wurde auch die Verbindung von Tórshavn nach Vestmanna bequemer.

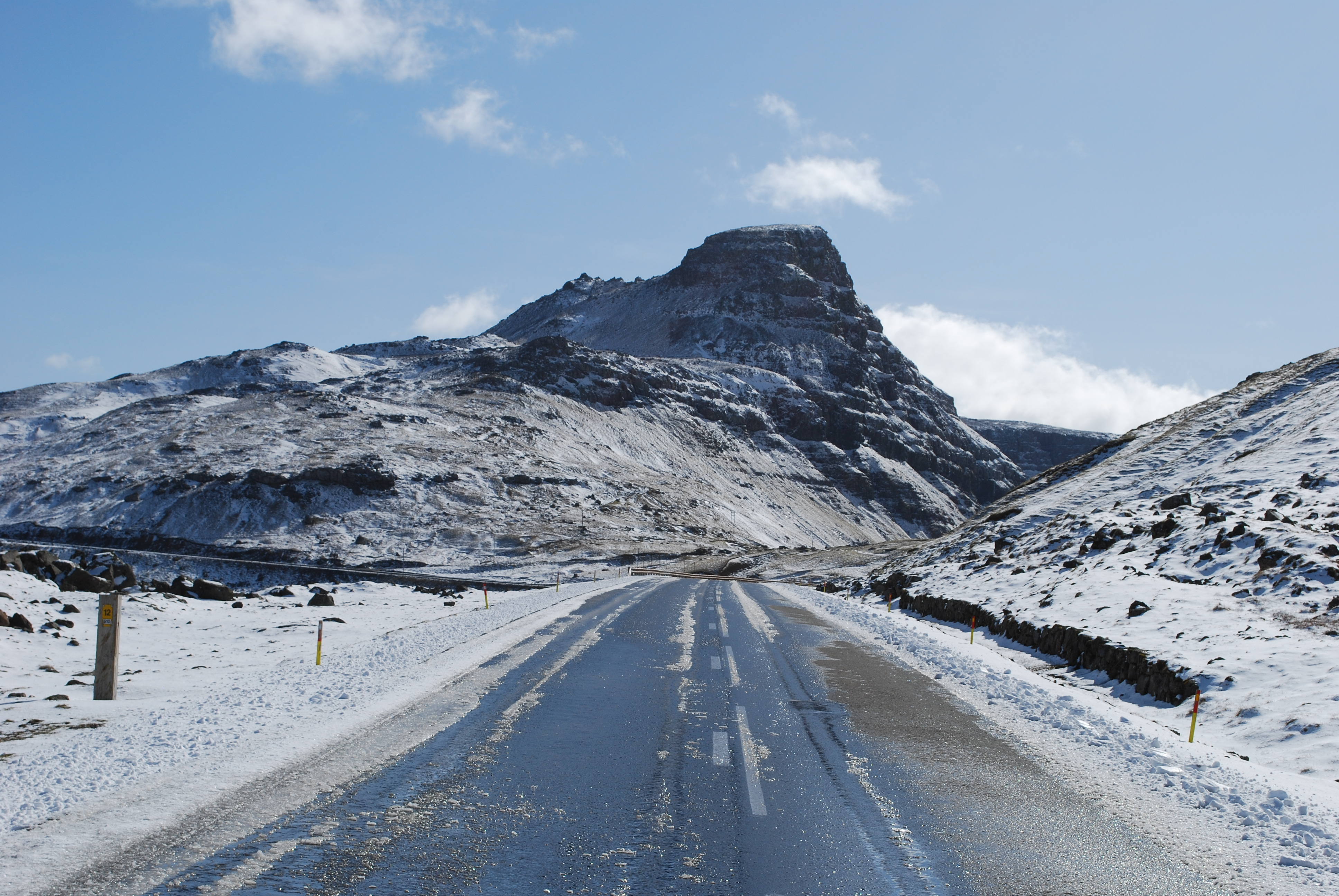
Der Oyggjarvegur zwischen Tórshavn und Kollafjørður

Der Weg von der Hauptstadt in den Norden führte bis 1992 jedoch weiterhin über die Hauptstraße 10, den sogenannten Oyggjarvegur („Inselweg“). Dieser bildet zwischen Tórshavn und Kollafjørður eine Bergstraße, die häufig von Nebel eingehüllt und entsprechend gefährlich ist. Seitdem ein Tunnel von Kaldbaksbotnur nach Signabøur am Fuße des Sornfelli durch den Berg gebohrt und 1992 als Kollfjarðartunnilin dem Verkehr übergeben wurde, existiert dieses Problem nicht mehr. Der Reiseverkehr von Tórshavn in den Norden fließt nun über Hvítanes an der Ostküste entlang.
Bereits 1989 sollte mit einer festen Straßenverbindung von Streymoy nach Vágar begonnen werden. Finanzielle Schwierigkeiten ließen den Vágatunnilin erst 2002 Wirklichkeit werden. Für färöische Verhältnisse ist er ein Tunnel der Superlative: der erste Tunnel unter dem Meer zwischen zwei Inseln, der längste und teuerste Tunnel sowie der erste Tunnel, der durch Maut refinanziert wird. Allerdings ist die Maut nicht höher als der bisherige Fährpreis. Die Reise zum Flughafen Vágar verkürzt sich um eine Stunde. Auch deshalb erfreut sich Vágar seitdem gestiegener Besucherzahlen.
2019 wurde mit dem Bau des Sandoyartunnilin begonnen, der Streymoy mit der südlichen Region von Sandoy verbindet und im Dezember 2023 eröffnet wurde. Mit 10,785 km ist er seither der zweitlängste Straßentunnel der Färöer.

### Vágar
Während der britischen Besetzung der Färöer im Zweiten Weltkrieg wurde der Flughafen Vágar gebaut, sowie eine Straße, die alle großen Orte miteinander verbindet und nach Oyrargjógv im Osten führt, wo nach Streymoy übergesetzt wurde. Mit dem Vágatunnilin von 2002 gehört diese Fähre der Geschichte an.
Ein Dorf wurde jedoch nicht angeschlossen: Gásadalur ganz im Westen der Insel. Dieser isolierte Ort war nach einem dänischen Dokumentarfilmtitel 1700 Meter von der Zukunft entfernt. Inzwischen wurde der Ort mit dem Hubschrauber versorgt. Womöglich wäre er vollständig verlassen worden. Es ging nur um zwölf Bewohner, dennoch ermöglichte der färöische Staat diesen Landsleuten den Anschluss an die Außenwelt mit dem Gásadalstunnilin, der 2004 fertig wurde. Bis zum 21. Dezember 2006 war er nur mit einem Schlüssel zu öffnen, der im Wesentlichen den Dorfbewohnern vorbehalten war. Die offizielle Freigabe für den Verkehr fand am 21. Dezember 2006 statt.
Damit sind alle Orte auf Vágar durch Straßen miteinander verbunden.

### Sandoy
Bereits 1916 entstand auf der relativ flachen Sandinsel Sandoy die erste Landstraße. Sie verbindet Skopun im Norden mit dem Hauptort Sandur im Süden. Alle anderen Straßen zu den Orten Sandoys erforderten keinen Tunnel. Dort wird schon seit längerem ein stetiger Bevölkerungsrückgang in dieser kleinsten Region der Färöer beobachtet. Möglicherweise wird der im Dezember 2023 eröffnete Sandoyartunnilin den Bevölkerungsrückgang aufhalten. Die feste Querung in die Hauptstadtregion ermöglicht es Pendlern, in Tórshavn zu arbeiten und auf Sandoy zu leben.

### Planungen
Während der letztgenannte etwa zwölf Kilometer lange Sandoyartunnilin im Dezember 2023 fertiggestellt wurde, gibt es Planungen zur Weiterführung des Anschlusses zur etwa 30 Kilometer von Sandoy entfernten Insel Suðuroy. Wenn diese realisiert werden (möglicherweise um 2030), besteht eine direkte Fahrtmöglichkeit mit dem Auto vom nördlichsten Ort Viðareiði bis zum südlichsten Ort Sumba – durch mindestens zwölf Tunnel auf einer Luftlinie von etwa 120 Kilometern.
Acht der 17 bewohnten Inseln der Färöer werden möglicherweise noch länger auf einen unterseeischen Tunnelanschluss warten müssen oder ihn nie bekommen:
- Mykines im Nordwesten
- Fugloy und Svínoy im Nordosten
- Nólsoy vor Tórshavn
- Hestur und Koltur an der Südwestküste Streymoys
- Skúvoy und Stóra Dímun im Süden

## Liste der Tunnel
Diese Liste führt 21 bestehende sowie zwei geplante, bzw. im Bau befindliche Tunnel in zeitlicher Reihenfolge auf, mit dem ältesten Tunnel beginnend:
Anmerkung zur technischen Ausstattung

 = Tunnel in Bau

 = zweispuriger Tunnel /  = einspurig mit Ausweichstellen

L / L | T / T | R / R = Beleuchtung, Telefon, Radioempfang vorhanden / nicht vorhanden

 = niveaugleiche Kreuzung im Tunnel /  = Kreisverkehr im Tunnel

 = unterseeisch (Unter dem Meer)

 = gebührenpflichtig (Mautpflichtig)
| Bauzeit      | färö. Name                | Länge             | Breite/ Höhe  | Überdeckung/ max. Steigung | Seehöhe Portale         | Technik        | Insel(n)          | Bemerkung | geschlossen |
| ------------ | ------------------------- | ----------------- | ------------- | -------------------------- | ----------------------- | -------------- | ----------------- | --- | ----------- |
| 1961–1963    | Gamli Hvalbiartunnilin    | 1.450 m           | 3,2 m 3,3 m   | ? m 5,6 %                  | 150,0 m [N] 227,0 m [S] | \| L \| T \| R | Suðuroy           | erster Tunnel der Färöer Hvalba–Tvøroyri; wurde ersetzt durch Nýggi Hvalbiartunnilin | 2021        |
| 1964–1965    | Gamli Árnafjarðartunnilin | 1.680 m           | 2,8 m 3,1 m   | 380 m 0,5 %                | 75,0 m [W] 83,5 m [O]   | \| L \| T \| R | Borðoy            | Klaksvík–Árnafjørður; wurde ersetzt durch Nýggi Árnafjarðartunnilin | 2024        |
| 1966–1967    | Gamli Hvannasundstunnilin | 2.120 m           | 2,8 m 3,1 m   | 485 m 0,5 %                | 94,5 m [N] 84,0 m [S]   | \| L \| T \| R | Borðoy            | direkte Fortsetzung des Árnafjarðartunnilin–Hvannasund; wurde ersetzt durch Nýggi Hvannasundstunnilin                                                                                   | 2024        |
| 1967–1969    | Sandvíkartunnilin         | 1.500 m           | 3,3 m 3,2 m   | 224 m 1,45 %               | 104,8 m [N] 73,6 m [S]  | \| L \| T \| R | Suðuroy           | Sandvík–Hvalba |             |
| 1973–1976    | Norðskálatunnilin         | 2.520 m           | 7,0 m 4,5 m   | 245 m 2,3 %                | 192,2 m [W] 134,7 m [O] | \| L \| T \| R | Eysturoy          | verkürzt die Verbindung zwischen Norðskáli und den Gemeinden am Skálafjørður |             |
| 1975–1977    | Leynatunnilin             | 760 m             | 7,0 m 4,5 m   | 155 m 1,35 %               | 71,3 m [W] 81,4 m [O]   | \| L \| T \| R | Streymoy          | löst eine schmale Uferstraße am Leynavatn ab |             |
| 1978–1979    | Villingadalstunnilin      | 1.193 m           | 3,0 m 3,4 m   | 128 m 8,1 %                | 118,6 m [N] 49,5 m [S]  | \| L \| T \| R | Kalsoy            | Húsar–Mikladalur; 1. Tunnel der „Blockflöte“ |             |
| 1979–1980    | Ritudalstunnilin          | 683 m             | 3,0 m 3,8 m   | 255 m 7,5 %                | 162,7 m [N] 116,5 m [S] | \| L \| T \| R | Kalsoy            | Húsar–Mikladalur; 2. Tunnel der „Blockflöte“ |             |
| 1980         | Mikladalstunnilin         | 1.082 m           | 3,0 m 3,7 m   | 240 m 2,8 %                | 173,1 m [N] 143,4 m [S] | \| L \| T \| R | Kalsoy            | Húsar–Mikladalur; 3. Tunnel der „Blockflöte“ |             |
| 1983–1985    | Trøllanestunnilin         | 2.248 m           | 3,0 m 3,5 m   | 365 m 1,6 %                | 185,0 m [N] 149,0 m [S] | \| L \| T \| R | Kalsoy            | Mikladalur–Trøllanes; 4. Tunnel der „Blockflöte“; später Bau eines Seitentunnels |             |
| 1985         | Teymur í Djúpadal         | 220 m             | 3,0 m 3,5 m   | ? m 0,8 %                  | 163,2 m [X] 161,4 m [O] | \| L \| T \| R | Kalsoy            | Trøllanestunnilin–unbewohntes Tal Djúpidalur |             |
| 1983–1985    | Leirvíkartunnilin         | 2.238 m           | 7,0 m 4,6 m   | 442 m 1,5 %                | 53,4 m [W] 20,4 m [O]   | \| L \| T \| R | Eysturoy          | Gøta–Leirvík löst eine sehr schmale, gefährliche Küstenstraße ab |             |
| 1985–1988    | Kunoyartunnilin           | 3.031 m           | 3,5 m 4,3 m   | 700 m 1,4 %                | 54,9 m [W] 12,2 m [O]   | \| L \| T \| R | Kunoy             | Mit 700 m größte Überdeckung aller Tunnel der Färöer Kunoy–Haraldssund; Fortführung zum Straßendamm nach Borðoy                                                                         |             |
| 1987–1992    | Kollfjarðartunnilin       | 2.816 m           | 7,0 m 4,6 m   | 292 m 1,2 %                | 73,5 m [N] 48,6 m [S]   | \| L \| T \| R | Streymoy          | Kollafjørður–Tórshavn; löst die Bergstraße von Tórshavn in den Norden ab |             |
| 1986–1997    | Sumbiartunnilin           | 3.240 m           | 5,50 m 4,30 m | 300 m 1,4 %                | 54,8 m [N] 102,6 m [S]  | \| L \| T \| R | Suðuroy           | Lopra–Sumba; löst 10 km Bergpass ab; südlichster Tunnel der Färöer |             |
| 1988–2002    | Vágatunnilin              | 4.940 m           | 7,0 m 4,6 m   | 145 m 6, %                 | 11,1 m [W] 43,5 m [O]   | \| L \| T \| R | Vágar–Streymoy    | Sandavágur–Leynar; 1. Unterwassertunnel und 1. gebührenpflichtiger Tunnel der Färöer; verbindet die Flughafeninsel mit den Hauptinseln; löst Fähre ab                                   |             |
| 2003–2006    | Norðoyatunnilin           | 6.300 m           | 7,0 m 4,6 m   | ? m 5,9 %                  | 10,0 m [W] 19,5 m [O]   | \| L \| T \| R | Eysturoy–Borðoy   | Leirvík–Klaksvík; verbindet die Nordinseln mit dem Rest des Landes; löst Fähre ab |             |
| 2000–2003/06 | Gásadalstunnilin          | 1.400 m           | 3,5 m 4,6 m   | 317 m 6,0 %                | 143,6 m [W] 140,7 m [O] | \| L \| T \| R | Vágar             | Bøur–Gásadalur; verbindet einen der isoliertesten Flecken Europas mit der Außenwelt |             |
| 2005–2007    | Hovstunnilin              | 2.435 m           | 7,0 m 4,6 m   | ? m 1,2 %                  | 28 m [N] 50 m [S]       | \| L \| T \| R | Suðuroy           | Øravík–Hov; löste einen neun Kilometer langen einspurigen Bergpassweg ab |             |
| 2014–2016    | Viðareiðistunnilin        | 1.939 m           | 7,0 m 4,6 m   | 520 m 3,5 %                | 80,2 m [N] 40,5 m [S]   | \| L \| T \| R | Viðoy             | Viðareiði (Miðdalur)–Hvannasund; nördlichster Tunnel der Färöer |             |
| 2016–2020    | Eysturoyartunnilin        | 11.238 m          | 7,0 m 4,6 m   | 189 m 5 %                  | m [N] m [S]             | \| L \| T \| R | Eysturoy–Streymoy | Hvítanes–Strendur/Runavík; verkürzt die Verbindung von Eysturoy und Klaksvík zur Hauptstadt. Verbindet auch die beide Seiten des Skálafjørðs. Früher auch Skálafjarðartunnilin genannt. |             |
| 2019–2021    | Nýggi Hvalbiartunnilin    | 2.500 m           | m             | m %                        | m [N] m [S]             | \| L \| T \| R | Suðuroy           | Tvøroyri–Hvalba; ersetzte den Gamli Hvalbiartunnilin |             |
| 2019–2023    | Sandoyartunnilin          | 10.785 m          | 7,0 m 4,6 m   | 147 m 5 %                  | m [N] m [S]             | \| L \| T \| R | Streymoy–Sandoy   | Gamlarætt–Skopun Machbarkeitsstudie April 2005; löste Fähre ab |             |
| 2021–2024    | Nýggi Árnafjarðartunnilin | 1.965 m           | m             | m %                        | m [W] m [O]             | \| L \| T \| R | Borðoy            | ersetzte den Gamli Árnafjarðartunnilin |             |
| 2021–2024    | Nýggi Hvannasundstunnilin | 2.246 m           | m             | m %                        | m [N] m [S]             | \| L \| T \| R | Borðoy            | ersetzte den Gamli Hvannasundstunnilin |             |
| 2020–        | Dalstunnilin              | 2.200 m           | 8 m           | m %                        | m [N] m [S]             |                | Sandoy            | |             |
| 2022–        | Fámjinstunnilin           | 1.200 m           | m             | m %                        | m [N] m [S]             |                | Suðuroy           | |             |
| Planung      | Gjáartunnilin             | 1.500 m – 2.000 m | m             | m %                        | m [N] m [S]             |                | Eysturoy          | |             |
| Planung      | Tjørnuvíkartunnil         | 1.360 m           | m             | m %                        | m [N] m [S]             |                | Streymoy          | |             |
| Planung      | Fuglafirðitunnilin        | 2.400 m           | m             | m %                        | m [N] m [S]             |                | Eysturoy          | |             |
| Planung      | Sandavágatunnilin         | 2.700 m           | m             | m %                        | m [N] m [S]             |                | Vágar             | |             |
| Planung      | Miðvágatunnilin           | 5.100 m           | m             | m %                        | m [N] m [S]             |                | Vágar             | |             |
| Planung      | Norðalstunnilin           | 2.200 m           | m             | m %                        | m [N] m [S]             |                | Streymoy          | |             |
| Planung      | Syðradalstunnilin         | 1.600 m           | m             | m %                        | m [N] m [S]             |                | Streymoy          | |             |
| Planung      | Tunnil um Sandarlíð       | 380 m             | m             | m %                        | m [N] m [S]             |                | Sandoy            | |             |
| Planung      | Suðuroyartunnilin         | 22.500 m          | m             | m %                        | m [N] m [S]             | \| L \| T \| R | Sandoy–Suðuroy    | |             |
| Planung      | Nýggjur Sandvíkartunnlin  | 2.100 m           | m             | m %                        | m [N] m [S]             |                | Suðuroy           | |             |